# Cordillerano/Patagonico
Cordillerano та Patagonico – газопроводи на заході центральної частини Аргентини, які забезпечують блакитним паливом приандський район провінцій Неукен та Чубут.
Після відкриття у 1977 році гігантського газового родовища Лома-ла-Лата стало можливим використати ресурси басейну Неукен не тільки для постачання столиці (газопроводи NEUBA I та Centro Oeste), але й зайнятись газифікацією розташованих південніше від зони родовищ приандських районів. Для цього у 1984 році спорудили газопровід Cordillerano, який простягнувся до міста Ескель (крайній північ провінції Чубут) та взяв на себе забезпечення трьох головних туристичних центрів південної Аргентини. Довжина цього трубопроводу склала біля 380 км. У XXI столітті провели роботи по збільшенню пропускної здатності Cordillerano на 0,13 млн.м³ на добу, проклавши 71 км труб діаметром 300 та 150 мм. 
Також у середині 2000-х років було вирішено провести повноцінну газифікацію західних приандських районів провінції Чубут. Для цього в 2007 році ввели в дію газопровід Patagonico довжиною 568 км (та ще 202 км бокові відгалуження), який простягнувся від нафтогазового родовища Серро Драгон на північ до з`єднання у місті Ескель з трубопроводом Cordillerano. Діаметр труб основної ділянки складає 300 мм. Крім того, між Серро Драгон та магістральним газопроводом General San Martin (транспортує блакитне паливо уздовж аргентинського узбережжя від району Вогняної Землі до Буенос Айресу) створена перемичка діаметром 250 мм. За допомогою системи Patagonico були забезпечені газом міста Bariloche, San Martin de los Andes та Villa La Agostura. Потужність газопроводу становить 1 млн.м3 на день.  У 2014 році спорудили 49 км лупінг для підсилення можливостей Patagonico.